# یاکوف جوگاشویلی
یاکوف یوسیفوویچ جوگاشویلی (گرجی: იაკობ იოსების ძე ჯუღაშვილი؛ ۱۸ مارس ۱۹۰۷ – ۱۴ آوریل ۱۹۴۳) بزرگ‌ترین فرزند ژوزف استالین بود. یاکوف در جنگ جهانی دوم در ارتش سرخ خدمت کرد و در اوائل تهاجم آلمان نازی به خاک شوروی به اسارت درآمد.

## زندگی‌نامه
یاکوف جوگاشویلی در ۱۸ مارس ۱۹۰۷ در روستای باجی گرجستان در امپراتوری روسیه تزاری به دنیا آمد. یاکوف چند ماهه بود که مادرش «یکاترینا سوانیدزه» در تفلیس پایتخت گرجستان درگذشت. استالین در مراسم خاکسپاری همسرش اکاترینا گفته بود: «با مرگ او من هم آخرین احساسات خود به همه موجودات بشری را از دست دادم.» کمی بعد پسرش را نیز به اقوامش سپرد. در اوایل دهه ۱۹۲۰ یاکوف بار دیگر به خانه پدری بازگردانده شد.
یاکوف در رشته مهندسی از دانشگاه فارغ‌التحصیل و در یکی از کارخانه‌های خودروسازی که به نام پدرش نام‌گذاری شده بود مشغول به کار شد. با شروع جنگ جهانی دوم یاکوف به ارتش سرخ پیوست. او در اوایل ماه مه ۱۹۴۱ نخستین پست فرماندهی را تحویل گرفت و به فرماندهی یک هنگ توپخانه منصوب شد.
با آغاز تهاجم نیروهای آلمان به شوروی، استالین در یک مکالمه تلفنی به پسرش دستور داد: «برو و بجنگ». روز نهم ژوئیه ۱۹۴۱ یکی از فرماندهان ارشد ارتش شوروی خبر از «شجاعت و جسارت خاص» یاکوف در جبهه‌های جنگ داد. روز ۱۶ ژوئیه سال ۱۹۴۱ در جریان نبرد اسمولنسک، یاکوف به عنوان افسر یکی از لشکرهای تانک ارتش سرخ در نزدیکی ویتبسک به اسارت نیروهای آلمانی درآمد.
پس از آنکه آلمانی‌ها خبر اسارت یاکوف را منتشر کردند، استالین به این جمله بسنده کرد: «او حتی عرضه این را نداشت که به خودش شلیک کند.» استالین کوتاه زمانی پس از آغاز جنگ در فرمان شماره ۲۷۰ افسران ارتش سرخ را تهدید کرده بود که چنانچه به اسارت دشمن درآیند پس از بازگشت به شوروی کشته خواهند شد. او در همین فرمان اعلام کرد که خانواده‌های این افراد برای کار اجباری بازداشت و از هر گونه کمک دولتی محروم می‌شوند. بر اساس این دستور استالین خود به عنوان خانواده درجه یک یاکوف باید دستگیر می‌شد؛ با این حال به دستور استالین، همسر یاکوف، یولیا را زندانی کردند؛ به این اتهام که یاکوف عمدتا خود را تسلیم کرده و یولیا بخشی از این طرح بوده است.
آلمان نازی به شوروی پیشنهاد کرد که یاکوف را با فریدریش پائولوس، تنها فیلدمارشالی که در تاریخ آلمان دستگیر شده بود مبادله کند، ولی استالین این پیشنهاد را رد کرد. گفته می‌شود استالین در مورد این پیشنهاد گفت: «من یک فیلدمارشال را با یک ستوان مبادله نمی‌کنم.» بنابر برخی منابع به استالین پیشنهاد مبادله یاکوف با خواهرزاده هیتلر لئو رودلف نیز داده شد که استالین آن را نیز نپذیرفت.
یاکوف دو سال نخست دوران اسارت را در اردوگاه‌های اسرای جنگی در آلمان سپری کرد. ابتدا به هامبورگ اعزام شد و سپس به محلی در نزدیکی شهر لوبک منتقل و در نهایت به اردوگاه زاکسن هاوزن در نزدیکی برلین برده شد. یاکوف در برلین در اردوگاهی ویژه در میان اسرای مهم بریتانیایی، یونانی و روسی به‌سر می‌برد. یکی از خواهرزاده‌های مولوتوف وزیر خارجه وقت شوروی نیز در همان اردوگاه بود. ساکنان این اردوگاه ویژه اجازه داشتند که در محوطه کوچک و محصور آن که با سیم خاردارهای برق‌دار محافظت می‌شد، با آزادی رفت‌وآمد کنند. روز ۱۴ آوریل ۱۹۴۳ یاکوف که در حال پرسه در حیاط اردوگاه بود ناگهان خطاب به نگهبانان فریاد زد: «شلیک کنید.» و سپس به سوی آن سیم خاردار دوید. یکی از نگهبانان به نام کنراد هارفیخ به سوی او شلیک کرد و او را کشت.
پس از رسیدن گزارش مرگ یاکوف به این شکل به استالین، با اطمینان از این که خیانتی در کار نبوده است، یولیا، همسر او، پس از دو سال از زندان آزاد شد.